# Stictoptera commutata
Stictoptera commutata là một loài bướm đêm trong họ Noctuidae.